# Walter Sax
Walter Sax (* 15. April 1912 in Solingen; † 18. Oktober 1993 in Würzburg) war ein deutscher Rechtswissenschaftler und Hochschullehrer.

## Leben
Walter Sax wurde früh zur Halbwaise; sein Vater fiel bereits 1914 in Frankreich. Dennoch konnte ihm die Familie den Besuch des Gymnasiums in Köln ermöglichen, das er mit dem Abitur abschloss. Zum Sommersemester 1931 nahm er das Studium der Rechtswissenschaften an der Universität zu Köln auf, das er 1934 mit dem Ersten Juristischen Staatsexamen abschloss. Sein Zweites Staatsexamen erwarb er 1939 nach dem anschließenden Referendariat. Währenddessen hatte Sax zudem an der Universität Köln an seiner Dissertation unter Betreuung von Gotthold Bohne gearbeitet, die er 1938 mit der Promotion zum Dr. iur. abschloss. Ab 1940 arbeitete er als Assessor zunächst am Amtsgericht Köln, später am dortigen Landgericht, bevor er im Zweiten Weltkrieg zur Wehrmacht eingezogen wurde. Dort kämpfte er hauptsächlich an der Afrikafront, wo er in britische Kriegsgefangenschaft geriet.
1947 kehrte Sax nach Deutschland zurück und nahm seine Tätigkeit als Richter wieder auf. 1952 habilitierte er sich in Köln mit einer strafrechtsmethodischen Schrift und erhielt die Venia legendi für die Fächer Strafrecht und Strafprozessrecht. 1955 schied er endgültig aus dem Justizdienst aus und wurde Privatdozent an der Universität Köln. 1956 nahm er einen Ruf der Universität Würzburg auf den Lehrstuhl für Strafrecht, Strafprozessrecht und Rechtsphilosophie, den er bis zu seiner Emeritierung 1979 innehatte. Sein Nachfolger wurde Ulrich Weber.

## Werk und Schriften (Auswahl)
Sax’ Forschungsschwerpunkte lagen vor allem im materiellen und formellen Strafrecht. Unterschwerpunkte bildeten hier unter anderem die Täterschafts- und Teilnahmelehre, die strafrechtlichen Irrtümer, das Recht des Schwangerschaftsabbruchs und die Beweisverwertungsverbote. Sein Beitrag Grundsätze der Strafrechtspflege im Grundrechtshandbuch von Karl August Bettermann, Franz Neumann, Hans Carl Nipperdey und Ulrich Scheuner gilt als einer der wichtigsten Beiträge zu den verfassungsrechtlichen Vorgaben des Strafprozessrechts.
- Die vertraglichen Wettbewerbsbeschränkungen im Rechte Englands und der Vereinigten Staaten von Amerika. Nolte, Düsseldorf 1938 (Dissertation).
- Das strafrechtliche "Analogieverbot": Eine methodologische Untersuchung über die Grenze der Auslegung im geltenden deutschen Strafrecht. Vandenhoeck & Ruprecht, Heidelberg 1953 (Habilitationsschrift).
- mit Rudolf Hofmann: Der Ideologie-Täter. Badenia-Verlag, Karlsruhe 1967.